# دونا ليون
دونا ليون (بالإنجليزية: Donna Leon) (و. 1942  م) هي كاتِبة، ومدرس، وروائية أمريكية.

## جوائز
حصلت على جوائز منها:
- جائزة بال روزينكرانتز  [لغات أخرى]‏.

## وصلات خارجية
- دونا ليون على موقع IMDb (الإنجليزية)
- دونا ليون على موقع مونزينجر (الألمانية)
- دونا ليون على موقع ميوزك برينز (الإنجليزية)
- دونا ليون على موقع ديسكوغز (الإنجليزية)

- دونا ليون في قاعدة بيانات الأفلام على الإنترنت